# The Hit List (Joan Jett)
The Hit List è il settimo album di Joan Jett, pubblicato nel 1990 per l'etichetta discografica Blackheart Records.
Si tratta di un album composto interamente da cover. In questo caso, per la prima e unica volta i Blackhearts non sono accreditati nel titolo di un disco di Joan Jett dopo la formazione della band, nonostante il gruppo partecipi comunque alle incisioni dell'album.

## Tracce
1. Dirty Deeds Done Dirt Cheap (Scott, Young, Young) 3:18 (AC/DC Cover)
2. Love Hurts (Bryant) 3:47 (The Everly Brothers Cover)
3. Pretty Vacant (Cook, Jones, Matlock, Rotten) 3:24 (Sex Pistols Cover)
4. Celluloid Heroes (Davies) 5:28 (The Kinks Cover)
5. Tush (Beard, Gibbons, Hill) 2:23 (ZZ Top Cover)
6. Time Has Come Today (Chambers, Chambers) 4:13 (Chambers Brothers Cover)
7. Up from the Skies (Hendrix) 3:01 (Jimi Hendrix Cover)
8. Have You Ever Seen the Rain? (Fogerty) 3:33 (Creedence Clearwater Revival Cover)
9. Love Me Two Times (Densmore, Krieger, Manzarek, Morrison) 3:06 (The Doors Cover)
10. Roadrunner [1990 Version] (Richman) 3:35 (Jonathan Richman Cover)

## Formazione
- Joan Jett - voce, chitarra
- Ricky Byrd - chitarra, voce
- Kasim Sulton - basso, cori
- Lee Crystal - batteria